# Daniel Brühl
Pour les articles homonymes, voir Brühl et González.
Daniel Brühl /ˈdaːniːɛl ˈbʁyːl/  est un acteur germano-espagnol, né le 16 juin 1978 à Barcelone (Espagne).
Il est révélé au grand public en 2003 par son rôle dans la comédie dramatique Good Bye, Lenin!, réalisé par Wolfgang Becker.
Durant les décennies suivantes, il poursuit une carrière internationale et dans différentes langues, tournant ainsi dans des films espagnols, anglais, français et américains. Parmi ses projets hollywoodiens figurent : La Vengeance dans la peau (2007), Inglourious Basterds (2009) ou encore Captain America: Civil War (2016) où il incarne Helmut Zemo un rôle qu'il tient à nouveau dans la série Falcon et le Soldat de l'Hiver (2021). Il est aussi un collaborateur fréquent de la réalisatrice française Julie Delpy qui le dirige dans Two Days in Paris (2007), La Comtesse (2009) et Two Days in New York (2012).
L'année 2013 lui donne l'occasion de tenir les rôles de deux importants projets : le biopic Rush, où il interprète Niki Lauda, ce qui lui vaut une nomination au Golden Globe du meilleur acteur dans un second rôle, puis le thriller politique Le Cinquième Pouvoir, où il joue Daniel Domscheit-Berg, film en revanche très mal accueilli par la presse et qui est un échec commercial.
Il est nommé une seconde fois aux Golden Globes en 2018 pour la série dramatique L'Aliéniste, dont il est la tête d'affiche.

## Biographie
Daniel Brühl est le fils de Hanno Brühl (de), comédien de théâtre allemand, et de Marisa González Domingo, professeure espagnole. Il est né à Barcelone, en Espagne, et a grandi aux côtés de son frère et de sa sœur à Cologne, en Allemagne.
Outre l'allemand, il parle couramment catalan, espagnol, anglais et français. Il a également des notions de japonais.

## Carrière

### Révélation et carrière européenne
En 1992, il débute précocement à la télévision et enchaîne, par la suite, des petits rôles dans des séries allemandes.
En 2001, il prête sa voix au film d'animation Le Château des singes. Il joue aussi dans des films allemands tels que Pour une poignée d'herbe ou Das weiße Rauschen, avant de remporter le prix Max-Ophüls.

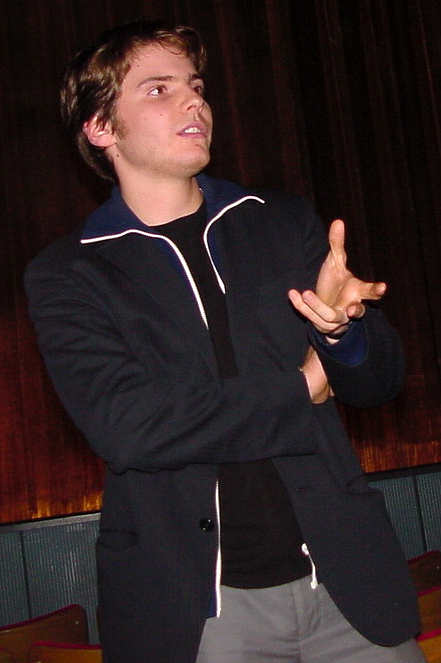
L'acteur au Biberach Film Festival 2002, pour une présentation de Good Bye, Lenin!.

En 2003, il devient célèbre en Allemagne et dans plusieurs pays européens avec la comédie dramatique Good Bye, Lenin !, de Wolfgang Becker. Dans ce film, il joue le rôle d'Alex, un jeune homme qui tente de cacher à sa mère, citoyenne modèle de la RDA communiste tout juste sortie de plusieurs mois de coma, les récents bouleversements politiques de son pays, notamment la chute du mur de Berlin, afin de lui éviter une rechute. Ce film rassemble plus de six millions de spectateurs en Allemagne.
À la suite de cette révélation, l'acteur enchaîne les films en Allemagne : il joue ainsi dans le film The Edukators, qui confirme son statut de valeur montante et dans lequel il retrouve l'acteur Burghart Klaussner, déjà présent dans Good Bye, Lenin!. Puis il se tourne dès 2004 vers une carrière internationale. Il joue dans Les Dames de Cornouailles, film britannique pour lequel il prend des cours de polonais et de violon.
En 2005, il intègre la distribution du film dramatique français Joyeux Noël, qui comprend des acteurs allemands, français et écossais tels que Diane Kruger, Guillaume Canet ou encore Gary Lewis.
Un an plus tard, il interprète le militant anarchiste Salvador Puig Antich dans le film espagnol en catalan Salvador. L'année suivante, il tient un second rôle dans la comédie dramatique Two Days in Paris réalisée par Julie Delpy ; il apparait aussi pour la première fois dans un film hollywoodien : le film d'espionnage La vengeance dans la peau réalisé par Paul Greengrass. Mais c'est en 2009 qu'il se fait véritablement remarquer : il incarne le soldat Frederick Zoller dans le film Inglourious Basterds de Quentin Tarantino, où il donne la réplique à Mélanie Laurent. Parallèlement, Julie Delpy lui confie un rôle important dans son drame historique La Comtesse.

### Passage à Hollywood
L'année 2011 est marquée par ses retrouvailles avec Julie Delpy qui l'invite à tourner la suite de 2 Days in Paris, Two Days in New York, avec Chris Rock. L'acteur fait aussi partie du casting choral de la comédie dramatique française Et si on vivait tous ensemble ? de Stéphane Robelin ; puis avec Carice Van Houten, il seconde Clive Owen, personnage principal du thriller Intruders de Juan Carlos Fresnadillo.

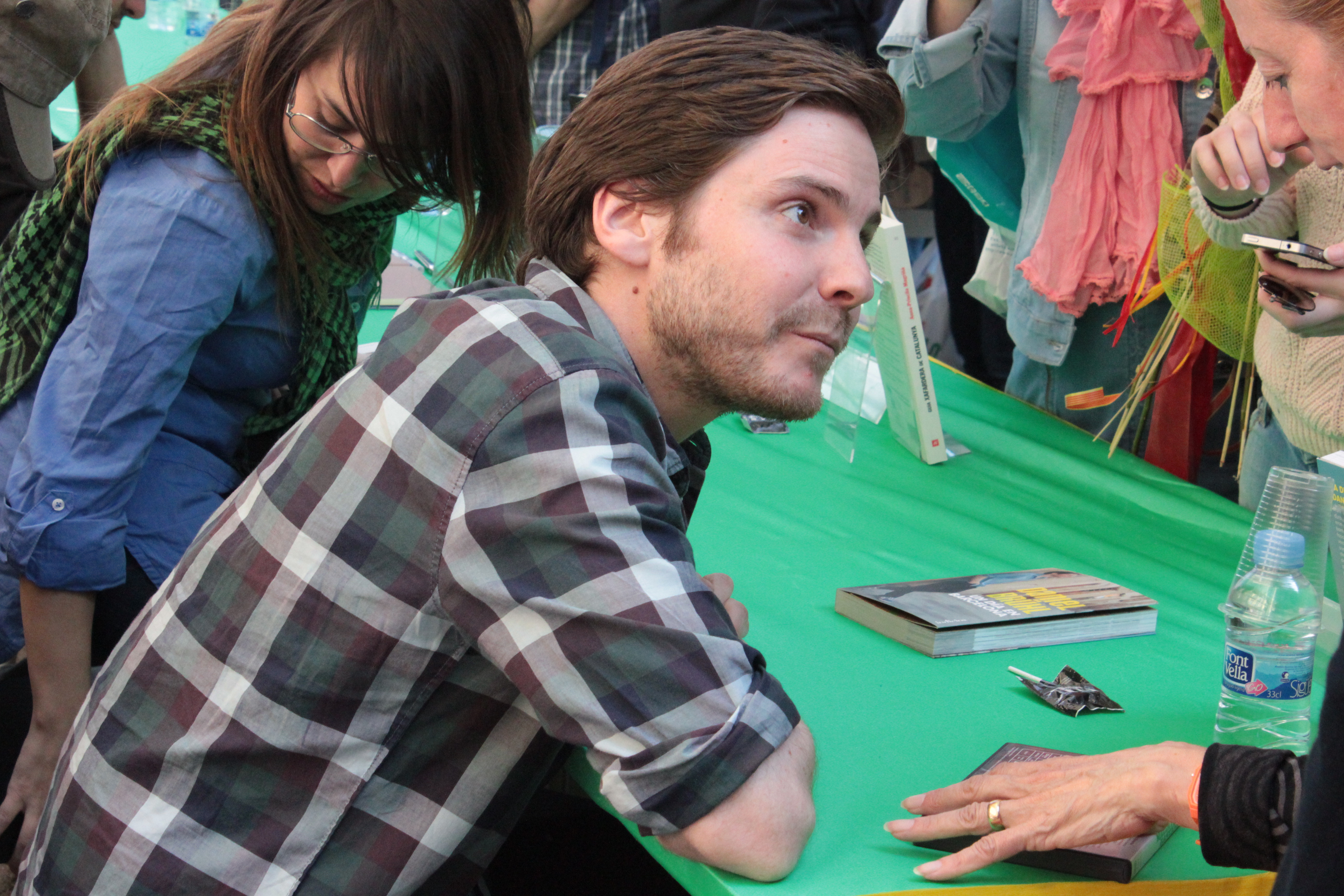
L'acteur au Festival Sant Jordi 2013, l'année de sortie de Rush et Le Cinquième Pouvoir.

L'année 2013 lui permet d'être à son tour la tête d'affiche d'un projet hollywoodien : il tient le rôle du pilote autrichien Niki Lauda dans le biopic Rush, réalisé par Ron Howard. Sa performance lui vaut une nomination au Golden Globe du meilleur acteur dans un second rôle. Parallèlement, il incarne l’associé de Julian Assange interprété par Benedict Cumberbatch dans le thriller Le Cinquième Pouvoir. Pour finir, il rejoint la distribution d'Anton Corbijn dans le film d’espionnage Un homme très recherché.
En 2014, il partage l'affiche du thriller L'Affaire Jessica Fuller de Michael Winterbottom, avec Kate Beckinsale. En novembre, Marvel annonce sa participation au blockbuster Captain America : Civil War, prévu pour mi-2016. L'acteur y joue le rôle du Baron Zemo, le principal antagoniste du film.

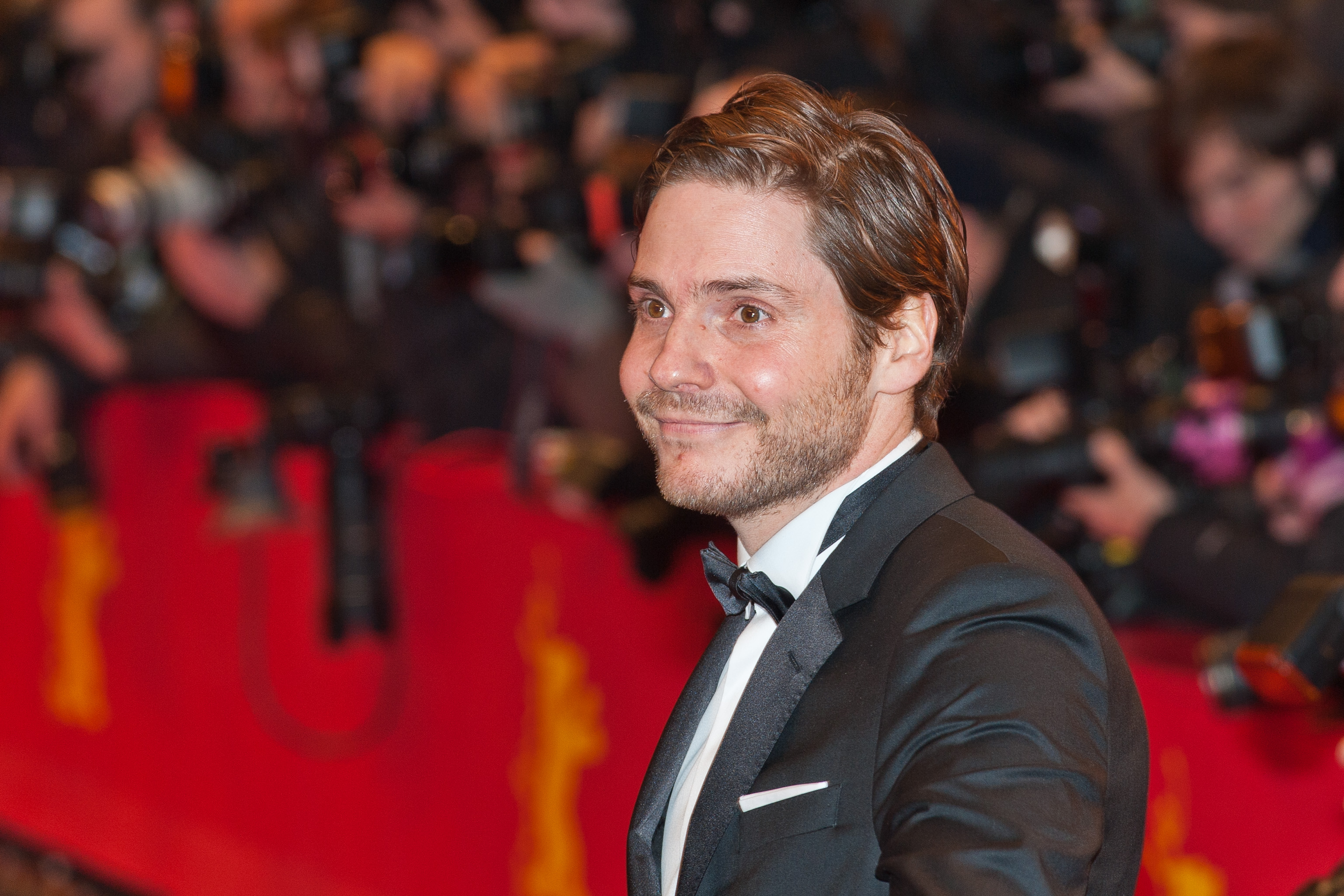
L'acteur, membre du jury de la Berlinale 2015.

En 2015, Daniel Brühl fait partie des membres du jury du 65e festival de Berlin (Berlinale), présidé par le réalisateur Darren Aronofsky. La même année, l'acteur joue dans quatre films : tout d'abord, il seconde Ryan Reynolds et Helen Mirren, interprètes principaux du drame La Femme au tableau de Simon Curtis. L'acteur y incarne Hubertus Czernin ; puis il interprète le petit ami de l'actrice Emma Watson dans le drame Colonia de Florian Gallenberger ; en Allemagne, il porte la comédie dramatique Moi et Kaminski, qui marque ses retrouvailles avec le réalisateur qui l'a révélé, Wolfgang Becker ; enfin, il fait partie d'un casting international réuni par le scénariste et réalisateur John Wells pour sa comédie dramatique À vif !, menée par Bradley Cooper. Le film est cependant un échec critique et une déception commerciale.
En 2016, il joue dans le drame historique Seul dans Berlin, de Vincent Perez, aux côtés des anglais Emma Thompson et Brendan Gleeson. Quant à Captain America: Civil War d'Anthony et Joe Russo, c'est un succès critique et commercial.
En 2017, il partage l'affiche du biopic La Femme du gardien de zoo, réalisé par Niki Caro, avec l'actrice américaine Jessica Chastain. Puis il fait partie du casting international du thriller de science-fiction The Cloverfield Paradox, produit par J.J. Abrams et rendu disponible exclusivement sur Netflix début 2018. Cette année-là, il poursuit sa collaboration avec la plateforme pour la série télévisée L'Aliéniste, diffusée sur la TNT aux États-Unis et à l'international sur Netflix. L'acteur y a pour partenaires l'anglais Luke Evans et l'américaine Dakota Fanning. Dans son pays natal, il pose également avec Toni Garrn à l'occasion de la campagne publicitaire Made in Germany de la marque BOSS.
En décembre 2018, il est membre du jury lors du 17e Festival international du film de Marrakech, présidé par le réalisateur James Gray.
En 2021 l'acteur a repris son rôle d'Helmut Zemo aux côtés d'Anthony Mackie et Sebastian Stan dans une mini-série de l'univers cinématographique Marvel intitulée Falcon and the Winter Soldier, créée par Malcolm Spellman.
En 2023 l'acteur joue le rôle de Roland Gumpert dans le film Race for Glory: Audi vs. Lancia de Stefano Mordini. Un film qui retrace la légendaire bataille de Rallye dans la catégorie du groupe B, entre les équipes Audi et Lancia.

### Vie privée

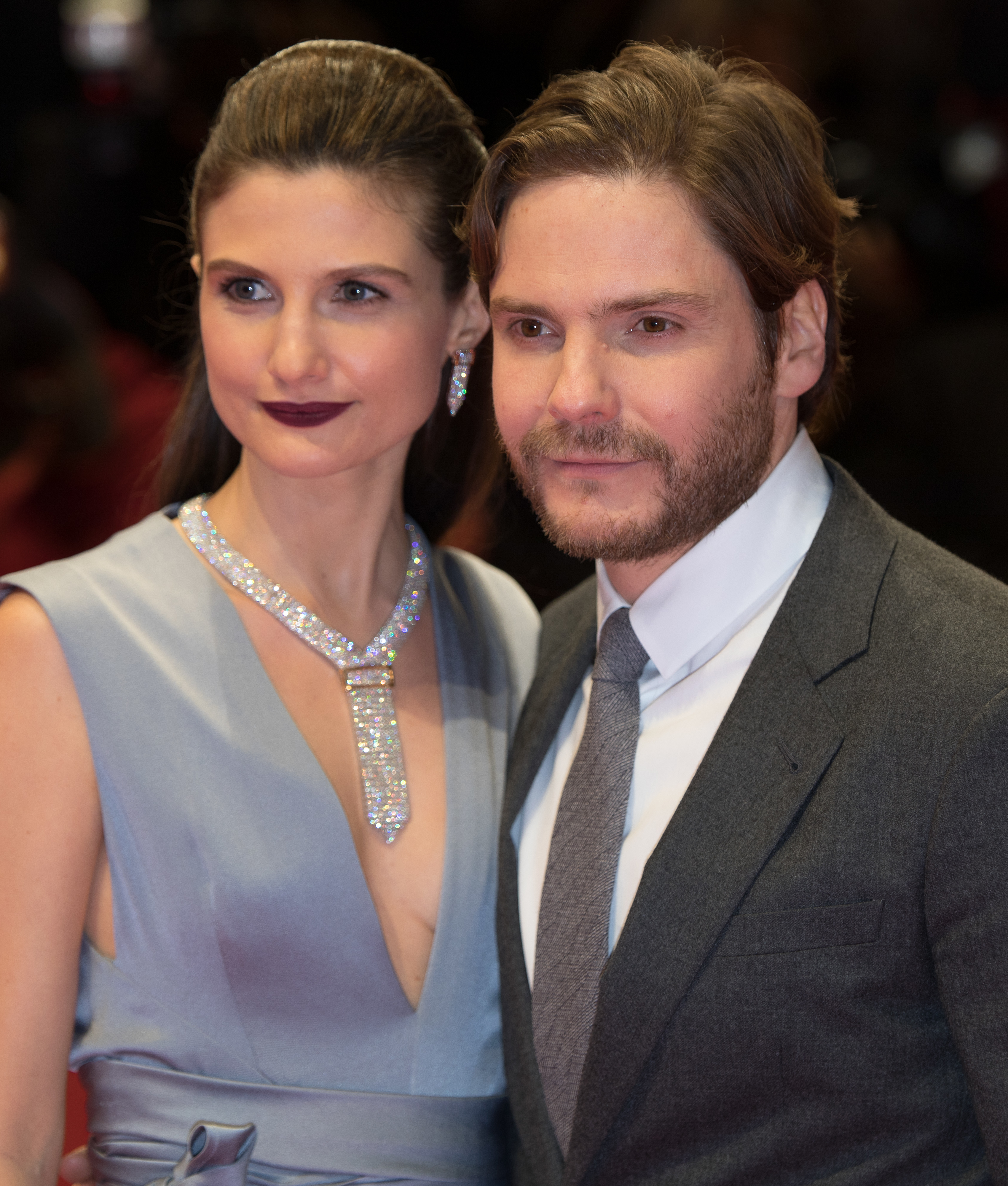
L'acteur avec sa compagne Felicitas Rombold à la Berlinale 2018.

Daniel Brühl a été fiancé à l'actrice et animatrice allemande Jessica Schwarz.
Il est marié à Felicitas Rombold, avec qui il est en couple depuis 2010. Ensemble, ils ont deux fils, nés en 2016, et en 2020.

## Filmographie

### Cinéma

#### Longs métrages
- 1999 : Le Château des singes de Jean-François Laguionie : Kom (animation, voix allemande)
- 1999 : Schlaraffenland de Friedemann Fromm : Checo
- 2000 : Pour une poignée d'herbe (Eine Hand Voll Gras) de Roland Suso Richter : Bernd
- 2000 : Deeply de Sheri Elwood : Jay
- 2000 : Stundenhotel de Susanne Boeing, Michael Ester et 8 autres réalisateurs
- 2000 : Schule de Marco Petry : Markus Baasweiler
- 2001 : Das weiße Rauschen de Hans Weingartner et Tobias Amann : Lukas
- 2001 : Honolulu d'Uschi Ferstl, Florian Gallenberger, Saskia Jell, Vanessa Jopp et Matthias Lehmann : Marek
- 2001 : Nichts bereuen de Benjamin Quabeck : Daniel
- 2002 : Elefantenherz de Züli Aladag : Marko Stemper
- 2002 : Vaya Con Dios de Zoltan Spirandelli : Arbo
- 2003 : Good Bye, Lenin! de Wolfgang Becker : Alexander « Alex » Kerner
- 2003 : Die Klasse von '99 - Schule war gestern, Leben ist jetzt de Marco Petry : Schnubbi
- 2004 : Parfum d'absinthe (Was nützt die Liebe in Gedanken) d'Achim von Borries : Paul Krantz
- 2004 : The Edukators (Die fetten Jahre sind vorbei) de Hans Weingartner : Jan
- 2004 : Les Dames de Cornouailles (Ladies in Lavender) de Charles Dance : Andrea
- 2004 : Farland de Michael Klier : Frank
- 2005 : Joyeux Noël de Christian Carion : le lieutenant Horstmayer
- 2006 : Cargo de Clive Gordon : Chris
- 2006 : Salvador (Salvador Puig Antich) de Manuel Huerga : Salvador Puig Antich
- 2006 : Un ami à moi (Ein Freund von mir) de Sebastian Schipper : Karl
- 2007 : Two Days in Paris de Julie Delpy : Lukas
- 2007 : La Vengeance dans la peau (The Bourne Ultimatum) de Paul Greengrass : Martin Kreutz
- 2008 : In Tranzit de Tom Roberts : Klaus
- 2008 : Un poco de chocolate d'Aitzol Aramaio : Marcos
- 2008 : Le Maître des sorciers (Krabat) de Marco Kreuzpaintner : Tonda
- 2009 : John Rabe, le juste de Nankin (John Rabe) de Florian Gallenberger : Dr Georg Rosen
- 2009 : La Comtesse (The Countess) de Julie Delpy : Istvan Thurzo
- 2009 : Inglourious Basterds de Quentin Tarantino : Fredrick Zoller
- 2009 : Lila, Lila (de) d'Alain Gsponer : David Kern
- 2009 : Dinosaurier de Leander Haußmann : Tobias Hardmann
- 2010 : Kóngavegur de Valdís Óskarsdóttir : Rupert
- 2010 : Les Jours à venir (Die kommenden Tage) de Lars Kraume : Hans Krämer
- 2011 : L'Incroyable Équipe (Der ganz große Traum) de Sebastien Grobler : Konrad Koch (de), le professeur d'anglais
- 2011 : Et si on vivait tous ensemble ? de Stéphane Robelin : Dirk
- 2011 : Eva de Kike Maíllo : Alex Garel
- 2011 : Intruders de Juan Carlos Fresnadillo : père Antonio
- 2012 : Two Days in New York de Julie Delpy : Lukas (« la fée des chênes »)
- 2012 : The Pelayos d'Eduard Cortés : Iván Pelayo
- 2012 : 7 jours à La Havane (7 días en La Habana), segment La tentación de Cecilia de Julio Medem : Leonardo
- 2013 : Rush de Ron Howard : Niki Lauda
- 2013 : Le Cinquième Pouvoir (Fifth Estate) de Bill Condon : Daniel Domscheit-Berg
- 2013 : Un homme très recherché (A Most Wanted Man) d'Anton Corbijn : Maximilian
- 2014 : L'Affaire Jessica Fuller (The Face of an Angel) de Michael Winterbottom : Thomas
- 2015 : La Femme au tableau (Woman in Gold) de Simon Curtis : Hubertus Czernin
- 2015 : Colonia de Florian Gallenberger : Daniel
- 2015 : Moi et Kaminski (Ich und Kaminski) de Wolfgang Becker : Sebastian Zöllner
- 2015 : À vif ! (Burnt) de John Wells : Tony
- 2016 : Seul dans Berlin (Alone in Berlin / Jeder stirbt für sich allein) de Vincent Perez : Escherich
- 2016 : Captain America: Civil War d'Anthony et Joe Russo : Helmut Zemo
- 2016 : Das Versprechen de Karin Steinberger et Marcus Vetter : Jens Söring (film documentaire, voix originale)
- 2017 : La Femme du gardien de zoo (The Zookeeper's Wife) de Niki Caro : Lutz Heck
- 2018 : The Cloverfield Paradox de Julius Onah : Schmidt
- 2018 : Otages à Entebbe (Entebbe) de José Padilha : Wilfried Böse
- 2019 : My Zoe de Julie Delpy : Thomas Fischer
- 2021 : Next Door de lui-même : Daniel
- 2022 : The King's Man : Première mission (The King's Man) de Matthew Vaughn : Erik Jan Hanussen
- 2022 : À l'Ouest, rien de nouveau (Im Westen nichts Neues) d'Edward Berger : Matthias Erzberger
- 2023 : La contadora de películas de Lone Scherfig : Nansen
- 2024 : Race for Glory: Audi vs. Lancia de Stefano Mordini : Roland Gumpert (en)
- 2024 : Eden de Ron Howard : Heinz

Prochainement
- 2025 : The Entertainment System Is Down de Ruben Östlund (en postproduction)
- 2026 : The Gallerist de Cathy Yan (en postproduction)

#### Courts métrages
- 2004 : Der letzte Flug de Roger Moench : Uffz. Barthel
- 2009 : Stolz der Nation d'Eli Roth

### Télévision

#### Téléfilms
- 1995 : Svens Geheimnis de Roland Suso Richter
- 1996 : Der Pakt: Wenn Kinder töten de Miguel Alexandre : Nikolas Koll
- 1998 : Blutiger Ernst de Bernd Böhlich : Reinhold Gerwander
- 1999 : Hin und weg de Hanno Brühl : David
- 2001 : Ein mörderischer Plan de Matti Geschonneck : Reini Pfaff
- 2001 : Eine öffentliche Affäre de Rolf Schübel

#### Séries télévisées
- 1992 : Freunde fürs Leben
- 1995 : Verbotene Liebe : Benji Kirchner (16 épisodes)
- 1997 : Police 110 (Polizeiruf 110) : Robert Voigt (saison 26, épisode 8)
- 1998 : Soko brigade des stups (SOKO München) : Knut (saison 14, épisode 17)
- 1998 et 2000 : Tatort : Achim (2 épisodes)
- 1999 : Le Temps des orages (de) (Sturmzeit) : Chris Rathenberg (saison 1, épisode 4)
- 2014 : The Trip : le patron du bar (saison 2, épisode 1 - non crédité)
- 2018-2020 : L'Aliéniste[n 1] : Dr Laszlo Kreizler (18 épisodes)
- 2021 : Falcon et le Soldat de l'Hiver : Baron Helmut Zemo (mini-série, 5 épisodes)
- 2024 : Becoming Karl Lagerfeld : Karl Lagerfeld (mini-série en 6 épisodes)
- 2024 : The Franchise (en) : Eric (8 épisodes)

### Lecture en livre audio
- 2009 : Lila, Lila de Martin Suter, 5h57, Diogenes.

## Distinctions

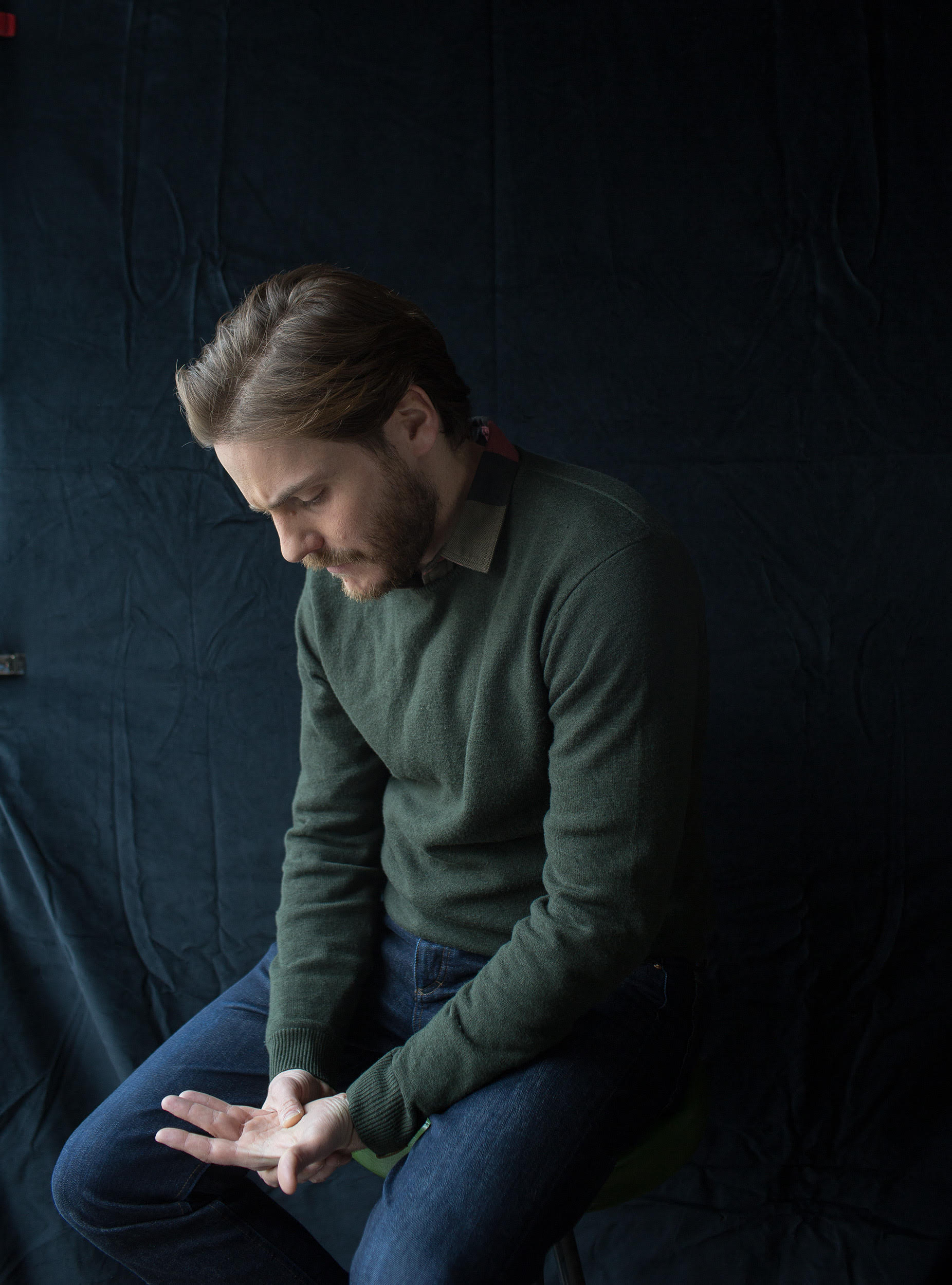
L'acteur à Berlin en 2015.

### Récompenses
- Prix Max-Ophüls en 2001
- Prix du cinéma européen Felix : Acteur européen de l'année et prix du public du meilleur acteur en 2003 pour Good Bye, Lenin!
- Bambi Film National 2003
- Prix du Deutschen Filmkritikerverbandes 2003
- Berlinale, Révélation de l'année 2003
- Deutscher Filmpreis, Meilleur acteur en 2003 dans Good Bye, Lenin!
- Bayerischer Filmpreis, Meilleur second rôle 2003
- New Faces Awards, Allemagne : Audience Award du meilleur acteur en 2004 pour Parfum d'Absinthe

### Nominations
- Nommé pour le Golden Globe du meilleur acteur dans un second rôle en 2014 pour son interprétation de Niki Lauda dans Rush
- Nommé pour le Screen Actors Guild Award du meilleur acteur dans un second rôle en 2014 pour son interprétation de Niki Lauda dans Rush

## Voix francophones
En France, Damien Witecka,,, et Jochen Hägele (en) sont les voix françaises régulières en alternance de Daniel Brühl. Tristan Petitgirard et Anatole de Bodinat l'ont également doublé chacun à deux reprises. Par ailleurs, il se double lui-même en allemand et en français dans Les Dames de Cornouailles et Inglourious Basterds, a également joué en français dans Joyeux Noël et Et si on vivait tous ensemble ? ainsi qu'en anglais dans Two Days in Paris et Two Days in New York.
Au Québec, Nicolas Charbonneaux-Collombet est la voix québécoise régulière de l'acteur.
En France
| - Damien Witecka, dans : - Good Bye, Lenin! - Parfum d'absinthe - The Edukators - Seul dans Berlin - Captain America: Civil War - Falcon et le Soldat de l'Hiver (série télévisée) - Marvel Studios : Rassemblement (documentaire) - Next Door - The King's Man : Première Mission - The Franchise (en) (série télévisée) - Jochen Hägele (en) dans : - Rush - La Femme au tableau - À vif ! - Colonia - La Femme du gardien de zoo - L'Aliéniste (série télévisée) - Otages à Entebbe - À l'Ouest, rien de nouveau - Race for Glory: Audi vs. Lancia | - Tristan Petitgirard dans : - La Vengeance dans la peau - Eva - Anatole de Bodinat dans : - Le Cinquième Pouvoir - The Cloverfield Paradox - Lui-même dans : - Les Dames de Cornouailles - Inglourious Basterds Et aussi - Alexis Tomassian dans John Rabe, le juste de Nankin - Mathias Kozlowski dans La Comtesse - Nicolas Matthys dans L'Incroyable Équipe - Philippe Allard dans Intruders - Laurent Morteau dans 7 jours à La Havane - Jérémy Prévost dans Un homme très recherché - Michaël Maïno dans L'Affaire Jessica Fuller |

Au Québec
| - Nicolas Charbonneaux-Collombet dans : - Parfum de lavande - Rush - Le Cinquième Pouvoir - La Femme au tableau - Brûlé : Un chef sous pression - La Femme du gardien de zoo | - Louis-Philippe Berthiaume dans : - Capitaine America : La Guerre civile - Falcon et le Soldat de l'Hiver (série télévisée) - Kingsman : Première Mission Et aussi - Philippe Martin dans La Vengeance dans la peau - Renaud Heine dans Race for Glory: Audi vs. Lancia, |